# 2189 Zaragoza
2189 Zaragoza è un asteroide della fascia principale. Scoperto nel 1975, presenta un'orbita caratterizzata da un semiasse maggiore pari a 2,4032605 UA e da un'eccentricità di 0,2250547, inclinata di 13,91096° rispetto all'eclittica.
L'asteroide è dedicato ad Aldo Zaragoza, membro dello staff all'Osservatorio Félix Aguilar.